# Arisaema lobatum
Arisaema lobatum là một loài thực vật có hoa trong họ Ráy (Araceae). Loài này được Engl. mô tả khoa học đầu tiên năm 1881.